# ヤミと祝祭のサンクチュアリ
『ヤミと祝祭のサンクチュアリ』（やみとひかりのさんくちゅあり）は、2017年10月29日にあざらしそふと零より発売されたアダルトゲームである。

## 解説
あざらしそふと零のデビュー作である本作は、"信愛"をテーマにした学園伝奇ADVであり、恋愛要素はあるものの、ヒロインは友人や恋人ではなく相棒として位置づけられている。
本作のシナリオは、『黄昏のシンセミア』をはじめとする伝奇もので知られる桐月と『ロイヤルガーデン 〜乙女に恋する皇子の戯曲〜』で知られる温泉大祐が担当している。
また、シナリオの流れを把握するためのフローチャートシステムの導入や、フラグメント機能によるサイドエピソードも搭載されている。
本作のキャラクターデザインは神剣桜花が担当しており、本作のヒロインは全員が巨乳キャラクターとしてデザインされた。

## ストーリー
主人公・出雲 宗司は、幼馴染の姫神 亜梨栖の護衛として、亜梨栖の姉を見つけ出すべく新座島を訪れた。
島にある神坐学園における奇妙なルールを知った二人は、島の人々との交流や駆け引きを通じ、島に潜む不気味な秘密に迫っていった。

## 登場人物

### メインキャラクター
（出典：
出雲 宗司（いずも そうじ）
古流武術の継承者。亜梨栖の護衛を務めている。
姫神 亜梨栖（ひめがみ　ありす）
声 - 風音
大財閥の令嬢。
綺堂 悠里（きどう　ゆうり）
声 - 八尋まみ
亜梨栖の幼なじみ。おっとりした箱入り娘。
ユーリエ・フォン・フェルトベルグ
声 - 歩サラ
ドイツ貴族の末裔で、ミステリアスな雰囲気を漂わせている。家柄故大衆文化の触れることを禁じられていたため、来日早々日本のサブカルチャーにはまり込んでしまった。
クローデット・ベルフラウ
声 - 桃山いおん
フランスの大財閥のお嬢様。学園最大規模の派閥を率いている。

### サブキャラクター
キサラ・マリーノ
声 - 渋谷ひめ
宗司らのクラスメイト。常識人でツッコミ役。
ジョセフ・ランバート
蓮杖寺 彩夏（れんじょうじ　あやか）
声 - 桃井いちご
生徒会長。
ノエル
声 - 風花ましろ
主人公と亜梨栖のメイド。
ノア
声 - 結城ほのか
悠里の後輩。

## スタッフ
（出典：
- キャラクターデザイン/原画 - 神剣桜花
- SD原画 - まろたろ
- シナリオ - 桐月、温泉大祐
- 音楽 - 鷹石しのぶ
- ディレクター - あおきゅん
- デザイナー - cao*
- 背景 - 吟の華、MAGNUM

## 開発
本作の企画は2015年2月開始され、それから2年半の開発期間を経て完成した。
あざらしそふと零のディレクターであるあおきゅんはシナリオライターとして桐月を採用した理由として、「遊んだ時の日報に『今年の萌えゲーアワードはこれだ』と書くほど『黄昏のシンセミア』が大好きであり、是非桐月さんと一緒にお仕事をしたかった」とGame Headlineとのインタビューの中で述べている。
あおきゅんは「本作でもこれまで同様『キャラクターを主体とした伝奇作品』としてシナリオを執筆してもらい、キャラクター同士の掛け合いにも力を入れてもらった」とGame Headlineとのインタビューの中で述べている。
ビジュアルについて、あおきゅんは「安全策として『アマカノ』のような方向性をとることもできたが、それでは得られる経験が少ないため、あえて違う方向性を打ち出してユーザーさんからの反応を見ることにした」と述べている。
本作の舞台である新座島は、伊豆諸島の青ヶ島をモデルとしているが、あくまでもイメージでしかないため、ロケハンなどは実施しなかった。

### キャラクター設定
本作に登場するヒロインは、桐月の考えたヒロイン像を絵にしていくという形で構築され、このうち姫神亜梨栖は主人公の相棒として作られた。
悠里は、小動物的なかわいらしさを意識したデザインとなった。
ユーリエはつかみどころのない不思議な少女としてデザインされた一方、クローデットは典型的なお嬢様キャラクターとしてデザインされた。
また、親ブランドであるあざらしそふとにならい、本作のヒロインは全員巨乳として設定された。

### 広報活動
発売に先駆けて公開された公式サイトは、携帯端末にも対応したデザインが施された。
のちに、公式サイト上にて、ホームページやブログ用の応援バナーやTwitter用の素材が配布された。
当初の発売予定日は2017年9月29日だったが、延期となり、最終的には10月29日に発売された。